# Bookovsky
Bookovsky, właśc. Michał Bukowski (ur. 1975 w Krakowie) – polski twórca muzyki elektronicznej, którą zajmuje się od 1990 roku.
Do roku 2025 wydał pięć solowych albumów w stylu trance’u berlińskiego: 1996 – „Układ słoneczny – Naszyjnik Boga”, 2000 – „Sen paranoika”, 2002 – „ANALOGy”, 2006 – „Book of Sky”, 2025 – „CASIOpeia”.
Prócz tego, w roku 2003 ukazała się płyta „Humanity” założonego przezeń zespołu Geiger Box (muzyka elektroniczna w stylu Kraftwerk i Diorama).
Kilka innych albumów wydał pod różnymi pseudonimami.
Do 2005 roku zagrał trzy duże koncerty. W 1998 r. na festiwalu elektroniki ZEF w Piszu, w 2002 r. na festiwalu elektroniki AMBIENT w Gorlicach, w 2005 – na Olsztyńskim Lecie Artystycznym.

## Dyskografia

### Albumy
- 1996 – Układ Słoneczny – Naszyjnik Boga
- 2000 – Sen Paranoika
- 2001 – ANALOGy
- 2006 – Book of Sky
- 2025 – CASIOpeia